# Hvar od Pokrvenika do uvale Bristova
Hvar od Pokrvenika do uvale Bristova este o arie protejată (sit de importanță comunitară — SCI) din Croația întinsă pe o suprafață de 885,21 ha, integral pe uscat.

## Localizare
Centrul sitului Hvar od Pokrvenika do uvale Bristova este situat la coordonatele 43°08′45″N 16°56′48″E / 43.145725°N 16.946563°E.

## Înființare
Situl Hvar od Pokrvenika do uvale Bristova a fost declarat sit de importanță comunitară în iulie 2013 pentru a proteja un număr necunoscut de specii din flora spontană și fauna sălbatică aflate în arealul zonei.

## Biodiversitate
Situată în ecoregiunea mediteraneană, aria protejată conține 2 habitate naturale: Păduri de Quercus ilex și Quercus rotundifolia, Păduri de pin mediteraneene cu pini mezogeni endemici.
La baza desemnării sitului se află un număr nedeclarat de specii protejate.